# つるぎ町立日浦小学校
つるぎ町立日浦小学校（つるぎちょうりつ ひうらしょうがっこう）は、かつて徳島県美馬郡つるぎ町にあった公立小学校。
児童数の減少などの理由で1995年（平成7年）3月31日をもって休校し、同年4月1日に半田町立半田小学校に統合された。

## 概要
- 吉野川の支流半田川を約1Kmほど上流へ、井川谷川の流域にある、蔭地区と日浦地区の玄関口にある[1]。
- 現在、校舎は残っている[1]。

## 旧校舎
- 木造平屋建て。プール「菅森プールと呼ばれる」あり[1]。

## 新校舎
- 鉄筋コンクリート2階建て[1]。

## 基礎データ
校歌
- 「蔭と日浦は一つの家族だ・・・」[1]

校区
- 蔭、日浦地区。

全校生徒数
- ？人（？年（昭和？年）当時）

全卒業生数　
- ？人

最寄バス停

## 沿革
- 1873年 - 創立[1]。
- 1960年7月 - プール完成[1]。
- 1995年
  - 3月31日 - 児童数の減少により休校となる[1]。
  - 4月1日 - 半田町立半田小学校に併合された。
- 2005年 - 町村合併により、つるぎ町立日浦小学校と改称。

## 交通

### 最寄駅
- JR徳島線阿波半田駅